# Amidamaru
Amidamaru (阿弥陀丸  Amidamaru?) es un personaje del manga y anime Shaman King.

## Personaje
Amidamaru es el espíritu acompañante de Yoh Asakura Él es un samurái nacido el 6 de enero de 1385, y murió a la edad de 24 años. Él está siempre al lado de Yoh. Es leal y de confianza. Amidamaru puede entrar en la espada de Yoh a través de la posesión a objetos. Amidamaru es muy poderoso y casi siempre está callado pero es extremadamente fiel a su "Amo Yoh" ("Yō-dono" en Japonés).
Su nombre está basado en el Budismo. Amitābha, la principal figura en la Tierra pura. Su grupo sanguíneo era A.

## Pasado de Amidamaru
Amidamaru se entrenó para ser samurái cuando él era aún muy joven para disuadir a los bandidos y proteger a los huérfanos que vivían con él. Él solía romper su katana, por lo que su gran amigo Mosuke siempre le tenía que hacer una nueva katana, después de regañarle por haber roto de nuevo la espada que él le había hecho y le decía que eran muy pobres para poder comprar un buen acero resistente. Amidamaru fue un honorable samurái que rechazó robar espadas de los cadáveres que fueron encontrados sobre le tierra de esa época.
Mosuke, siendo un herrero muy habilidoso y experimentado fue capaz de hacer una espada usando el cuchillo de su padre (Ese cuchillo era un recuerdo de su difunto padre, por lo que tenía un gran valor sentimental). La espada estaba muy afilada y Amidamaru agradeció a Mosuke el sacrificio que hizo, tanto que él lloró. Mosuke le preguntó que si él estaba llorando, pero Amidamaru dijo que le había caído una gota de lluvia en la cara, por lo que llamaron a la katana "Harusame", que significa "Lluvia de primavera".
Cuando Amidamaru y Mosuke crecieron, fueron contratados por un daimyō que quedó impresionado por las habilidades de Amidamaru como samurái y las de Mosuke como herrero.
Ellos trabajaron contentos, pero no duró mucho tiempo. Amidamaru descubrió la avaricia de su daimyo cuando éste le dijo que matara a Mosuke para que no hiciera otra espada tan buena como Harusame ( y así ser el único en tener una espada así). Amidamaru tenía un dilema porque su deber requería lealtad a su daimyo y su amigo.
Amidamaru y Mosuke quedaron en el árbol de la colina cuando Amidamaru le dijo a Mosuke lo que el daimyo le dijo. Primero Mosuke le dijo que simplemente lo matara porque las órdenes de un daimyo eran absolutas para un samurái. Amidamaru, siendo leal a Mosuke, le dijo que huyera y que él aceptaría el delito. Mosuke le dijo que se llevara a Harusame así que la terminó para la noche. Amidamaru estuvo de acuerdo y le juró a Mosuke que esperaría en ese punto. Desgraciadamente, alguien espió su conversación e informó al damiyo quien ordenó a sus hombres que los mataran. Los hombres subieron a la colina esperando matar a Amidamaru, pero Amidamaru los mató a todos. El murió de cansancio porque él no tenía a Harusame. Mosuke fue asesinado no mucho después, llegando a la colina muy tarde para llevarle la espada porque eligió gastar más tiempo en perfeccionar la hoja de la espada.
Las numerosas muertes a manos de Amidamaru hicieron que ganara una mala reputación, la cual se mantiene actualmente. Se le llamó el "dios de la muerte" por las numerosas muertes que llevó a cabo.

## Presente
Han transcurrido seiscientos años y Amidamaru fue usado por primera vez por Yoh a través de la fusión de almas cuando Ryu con su espada de madera destruyó su lápida. Yoh le preguntó si quería ser su espíritu acompañante, pero Amidamaru se negó porque aun estaba esperando a su amigo Mosuke. 
Le encontraron llorando sobre Harusame por la pérdida de Amidamaru. Yoh se fusionó con Mosuke y así le devolvió el filo a Harusame y después la llevó a la colina donde Amidamaru aún estaba esperando. Yoh le dio un mensaje a Amidamaru de parte de Mosuke (que no tuvo la valentía de ir a verlo después de tanto tiempo y se fue al más allá), "disculpa la espera".
En el anime, Amidamaru ayuda a Yoh Asakura a derrotar a Ryu para vengar la burla de romper su tumba, después de eso Yoh propone a Amidamaru ser su espíritu acompañante pero él se niega ya que juró esperar a Mosuke. Entonces, cuando Yoh le devuelve su espada, Amidamaru se convierte en el espíritu acompañante de Yoh
En el manga cuando Ryu es poseído por Tokagero, este robó a Harusame del museo y la utiliza en contra de Amidamaru. Tokagero le explica que era una venganza por haberlo matado hace seiscientos años, pero Amidamaru y Yoh rompieron a Harusame (pese al dolor de Amidamaru, por ser la espada que le forjó su amigo Mosuke con el acero del cuchillo de su padre) diciendo que lo hicieron por su amistad con Mosuke. 
Finalmente derrotaron a Tokagero, pero se preguntaron como podrían arreglar la katana. Anna (la prometida de Yoh) le dijo a Ryu que era la oportunidad de redimirse por lo que había hecho, e invocó al espíritu de Mosuke, haciendo que se fusionase con Ryu. A continuación Yoh se fusionó con Amidamaru, y lo primero que hicieron Amidamaru y Mosuke fue pegarse un puñetazo el uno al otro en la cara. Ambos se perdonaron: Amidamaru por romper la espada y Mosuke por hacerle esperar tanto tiempo.

## Tipos de posesión
La primera vez que se fusiona Amidamaru con Yoh, es una simple fusión de almas. El espíritu de Amidamaru entra en el cuerpo de Yoh y ambos conviven en el mismo cuerpo, adquiriendo este las características y habilidades del espíritu que posesiona. Más adelantem en el combate contra Silver, descubren la posesión a objetos, en este caso Amidamaru posesionaría la espada Harusame y así son mucho más poderosos. 
Durante el torneo de los chamanes Yoh hace una posesión doble a objetos, utiliza a Harusame y a la Espada Sagrada (Futsu no mitama nno tsurugi en el manga). Pero esa posesión era muy grande y se derperdiciaba mucha energía, por lo que consiguió perfeccionarla y hacerla más pequeña y así ser más manejable y poderosa.
- Datos: Q1751181